# José Tshisungu wa Tshisungu
José Tshisungu wa Tshisungu, né à Port Francqui (aujourd'hui Ilebo) au Kasaï en 1954, est un écrivain et poète congolais (Congo-Kinshasa), vivant et travaillant au Canada,.
Il est l'auteur de plusieurs livres, des romans sur les Belges et leurs rapports avec les Noirs, des livres sur le Congo ou des recueils de poésie, dont Semences, recueil de dix poèmes qui lui a valu le Grand prix littéraire Zaïre-Canada en 1983.
Il a publié en français, mais aussi en tshiluba.

## Quelques œuvres
- Le Croissant des larmes, Paris, L'Harmattan, 1989
- La Villa belge, Sudbury, Glopro, 2001
- La Flamande de la gare du Nord, Sudbury, Glopro, 2001
- L’Aventure de la langue luba au Congo-Kinshasa, Glopro, 2002
- Kwanyi Kwamba, Glopro, 2003
- Chemin faisant, Glopro, 2003
- Patrick et les Belges, Glopro, 2004
- La Littérature congolaise écrite en ciluba, Glopro, 2006
- Les chantiers intimes, L'Harmattan, 2013